# Domašov
Domašov je obec v okrese Brno-venkov v Jihomoravském kraji. Rozkládá se v Křižanovské vrchovině, v katastrálním území Domašov u Brna. Žije zde 683 obyvatel.

## Geografie
Rozsah katastru je 593 ha. Nachází se v nadmořské výšce 460 m. Na katastru obce pramení potok Bobrava.
Sousedí s obcemi Javůrek, Říčky a Rudka. Na jih se nachází obec Litostrov a na sever osada Šmelcovna. Obec leží na silnici II/602 Brno – Velká Bíteš. V blízkosti je dálnice D1 Brno – Praha.

## Historie
Z katastru obce pocházejí nálezy, dokládající přítomnost člověka již v pravěku (v mladší době kamenné).
První písemná zmínka o Domašově-Tomaškově pochází z roku 1048, kdy tento původně zeměpanský statek daroval kníže Břetislav I. nově zřízenému rajhradskému klášteru. Tehdy se k Domašovu počítalo vše, co se nacházelo mezi potoky Bobravou a Bítýškou. V průběhu staletí byl pak Domašov několikrát z vlastnictví rajhradského kláštera odňat a znovu vrácen, přesto však nejvíce byl spojen s jeho dějinami.
Roku 1908 byl v obci založen sbor dobrovolných hasičů.
Obec je sídlem domašovské farnosti, k níž kromě Domašova náleží obce Javůrek, Lesní Hluboké, Rudka a Říčky.

## Obyvatelstvo
Na začátku 17. století měla obec 18 domů, po třicetileté válce z nich byly pouze 4 obydlené. V roce 1790 měla obec 48 domů a 332 obyvatel, v roce 1836 pak 68 domů a 486 obyvatel.
| Rok            | 1869 | 1880 | 1890 | 1900 | 1910 | 1921 | 1930 | 1950 | 1961 | 1970 | 1980 | 1991 | 2001 | 2011 | 2021 |
| -------------- | ---- | ---- | ---- | ---- | ---- | ---- | ---- | ---- | ---- | ---- | ---- | ---- | ---- | ---- | ---- |
| Počet obyvatel | 695  | 678  | 699  | 721  | 747  | 655  | 659  | 608  | 641  | 608  | 587  | 551  | 583  | 647  | 662  |
| Počet domů     | 81   | 85   | 87   | 89   | 97   | 99   | 121  | 146  | 158  | 161  | 167  | 182  | 193  | 206  | 223  |

Vývoj počtu obyvatel

## Pamětihodnosti
- kostel svatého Vavřince – raně barokní stavba středověkého původu, nynější podoba fasád z roku 1765
- římskokatolická fara, připomínaná již roku 1255, dnešní podoba z roku 1782

## Galerie

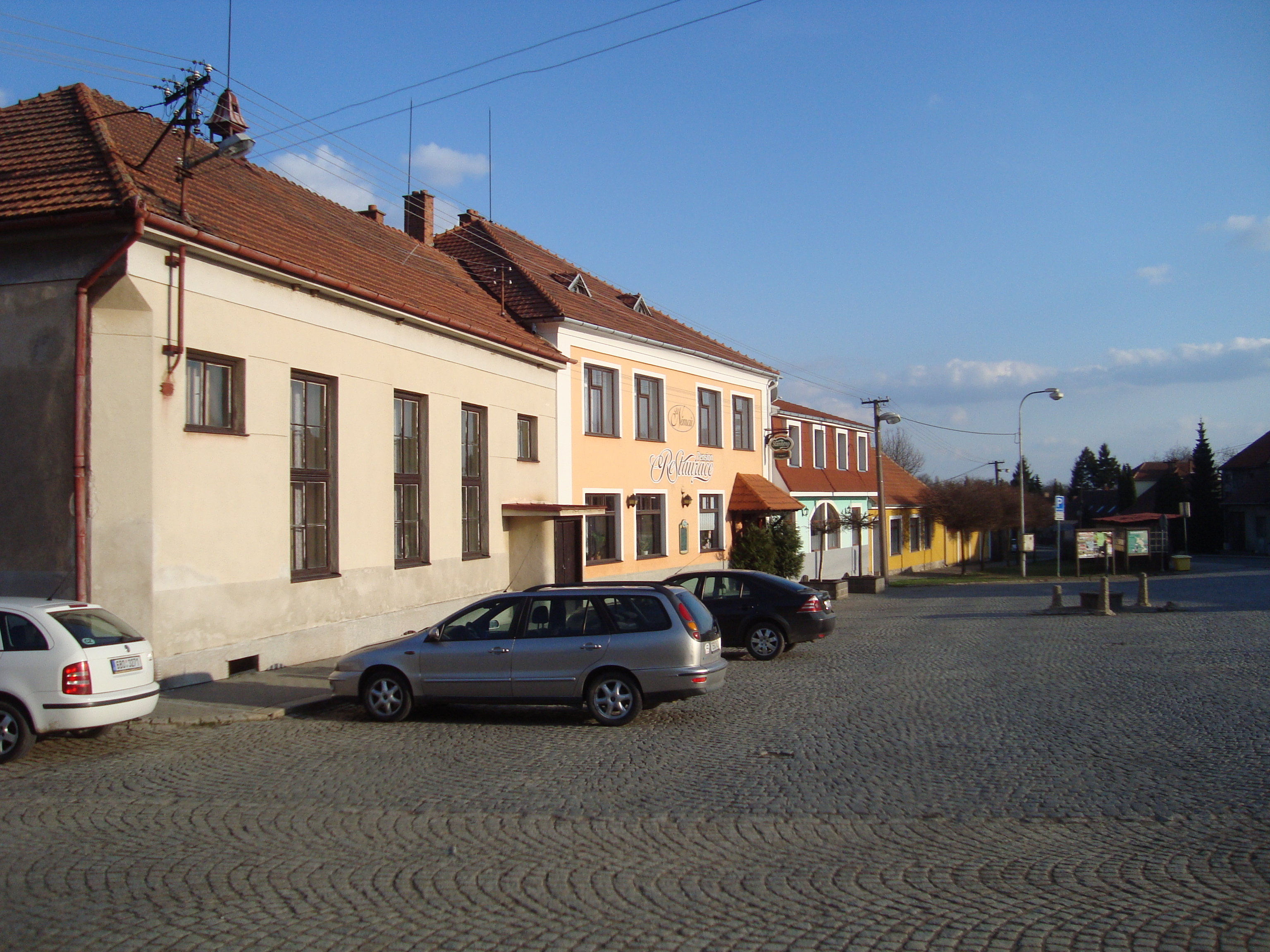
Náves
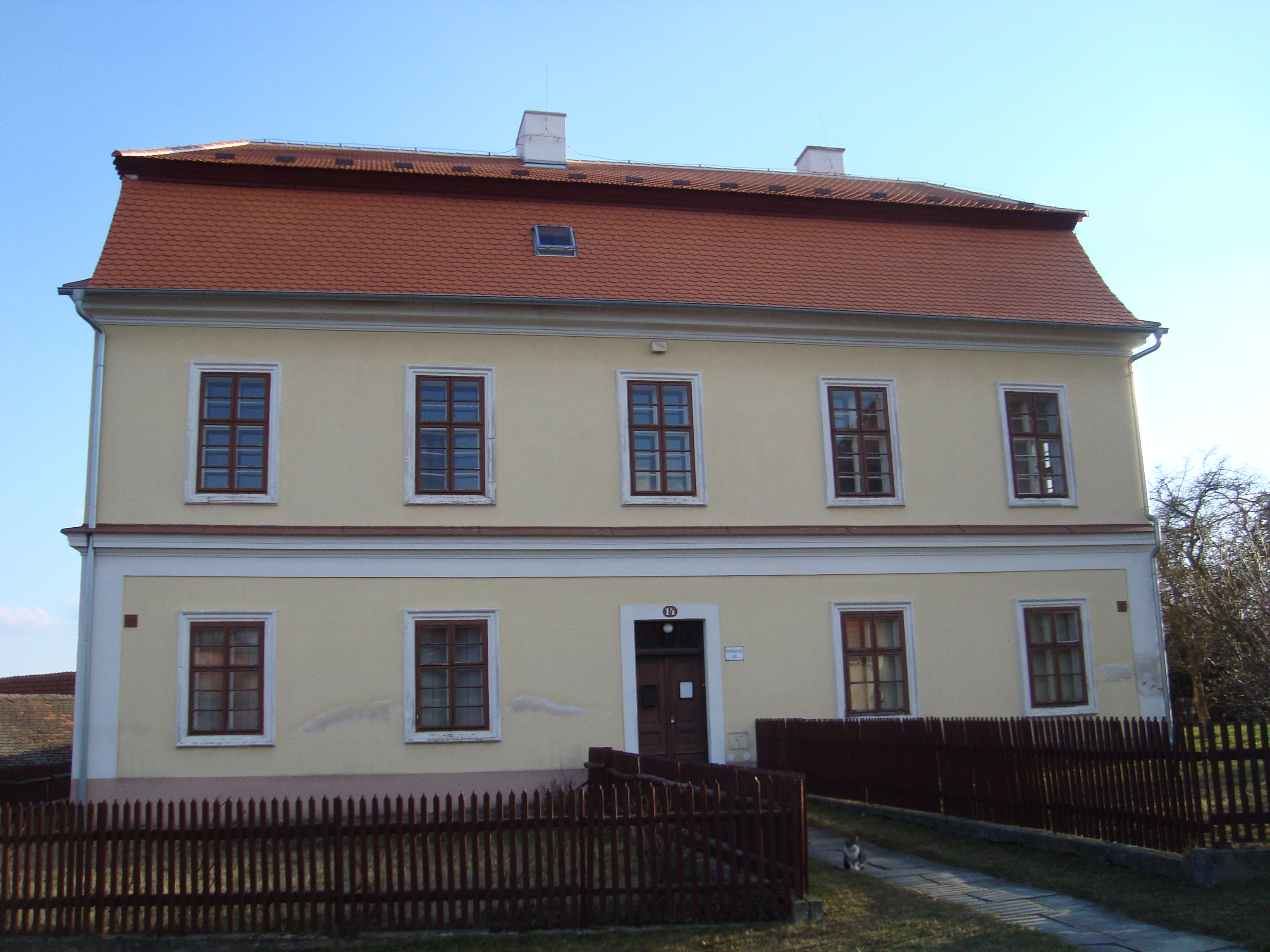
Fara
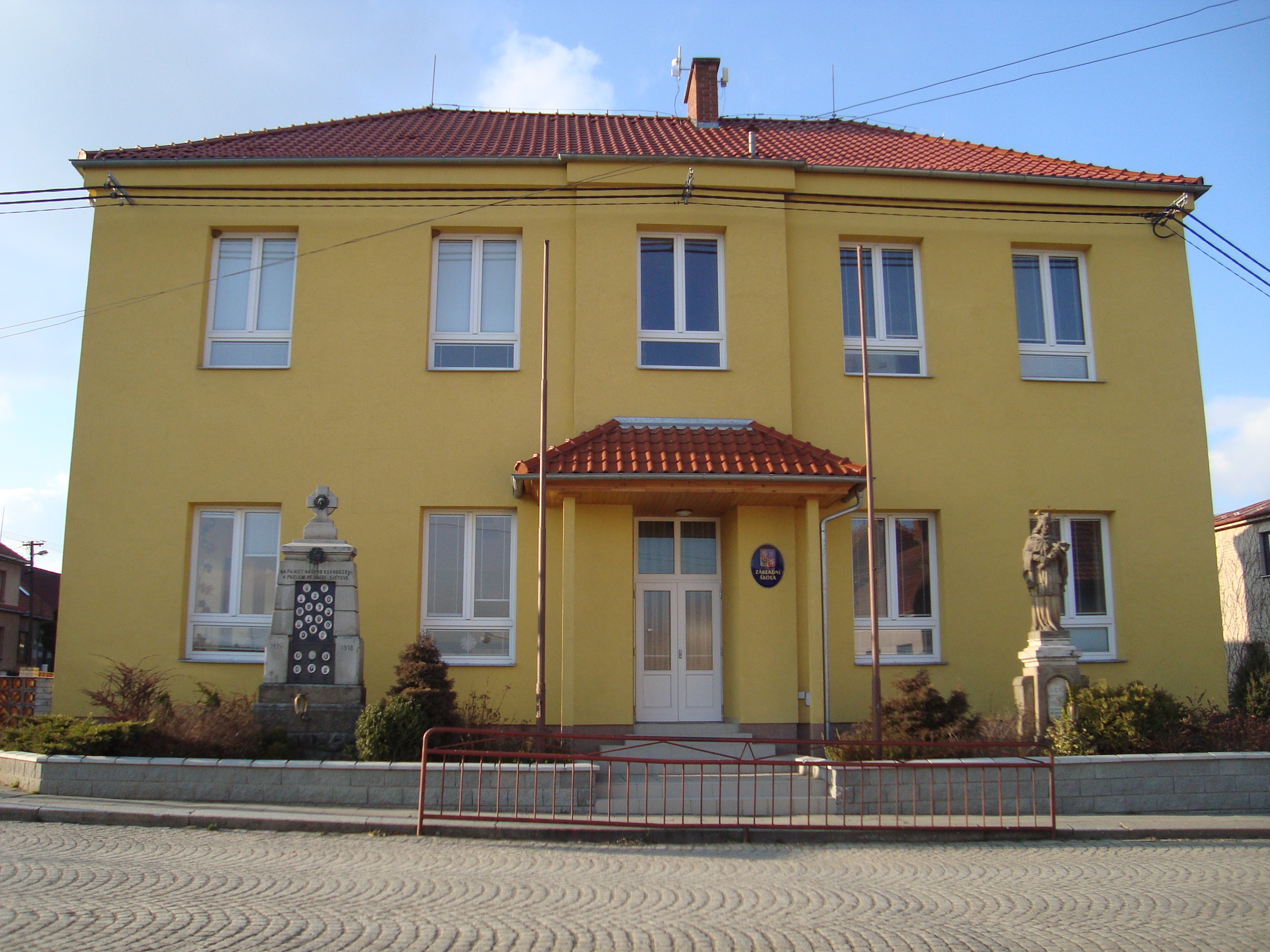
Základní škola
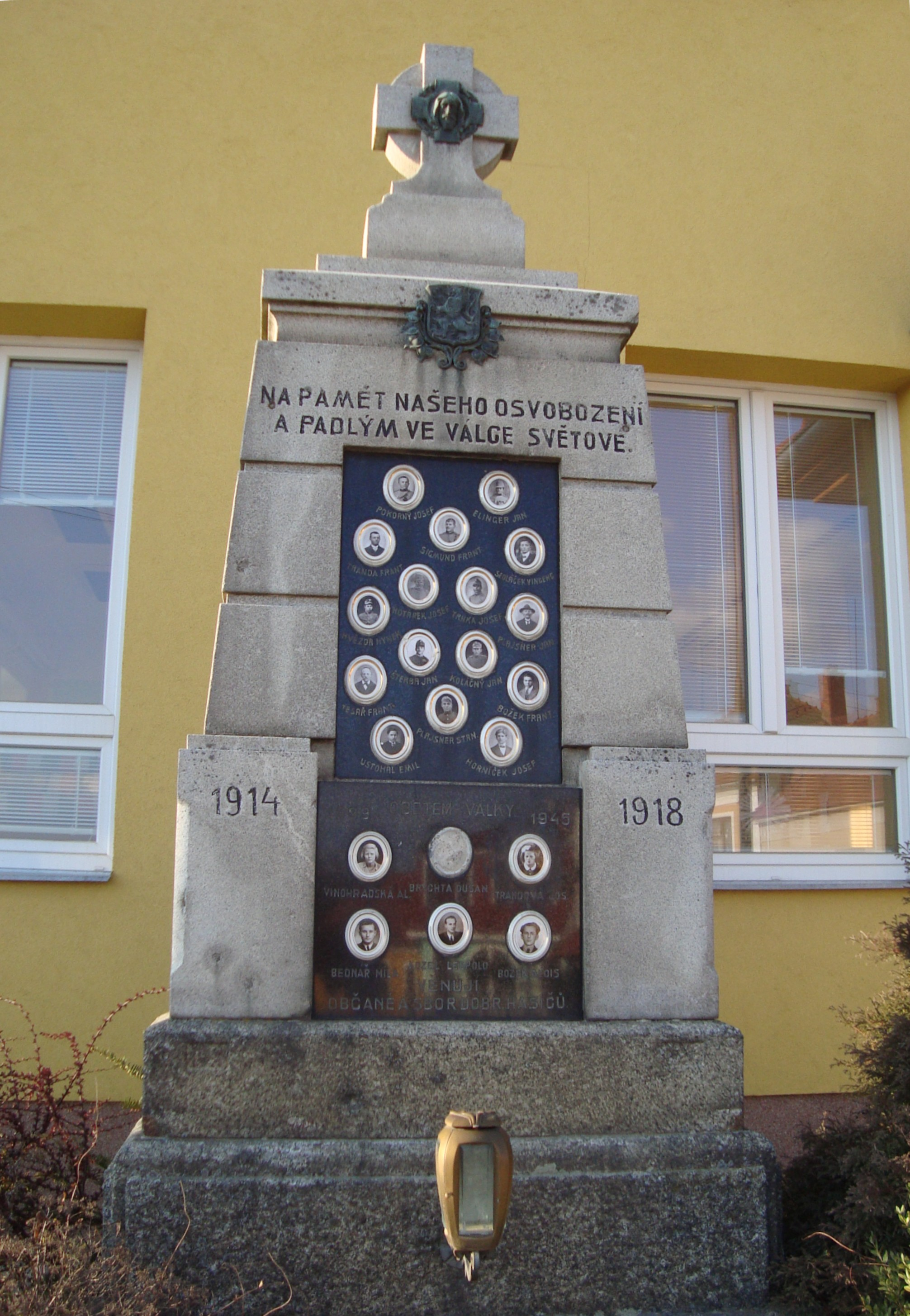
Památník obětem obou světových válek

## Současnost
- V obci je základní a mateřská škola, veřejná knihovna, ze zdravotnických zařízení pak stomatologická ordinace a poradna pro kojence.
- V letech 1956–1959 vybudována základní část vodovodu, v dalších letech byl rozšiřován. V letech 1983–1985 vybudován vodojem o obsahu 2 x 150m³ na pozemku u sv. Anny na katastru Lesního Hlubokého a zvětšena čerpací stanice. V současnosti je napojeno cca 80 % domácností.
- Od roku 1973 budována kanalizace, avšak pouze pro povrchovou vodu (délka kanalizační sítě dosáhla 5 km, pokryto cca 70 % obce). Výstavba další kanalizace je podmíněna výstavbou ČOV.
- Plynofikace obce proběhla v roce 2000 (v říjnu byl plynovod zkolaudován a zprovozněn). Připojeno je cca 50 % domácností.
- Znak a vlajka obce – tři zlaté obilné klasy v modrém poli
- Ke konci roku 2012 bylo v obci 202 domů s popisnými čísly, 129 budov bez čísla a 1 rozestavěný dům.

## Doprava
Územím obce prochází dálnice D1 a zasahuje sem exit 168 Devět Křížů. Dále zde vede silnice II/602 v úseku Ostrovačice – Domašov – Velká Bíteš a silnice III. řídy:
- III/00212 Domašov – Javůrek
- III/00213 Domašov – Rudka